# Stará sněmovna
Stará sněmovna je místnost ve Starém královském paláci Pražského hradu, v níž zasedal Český zemský sněm (Zemský sněm Království českého).

## Historie

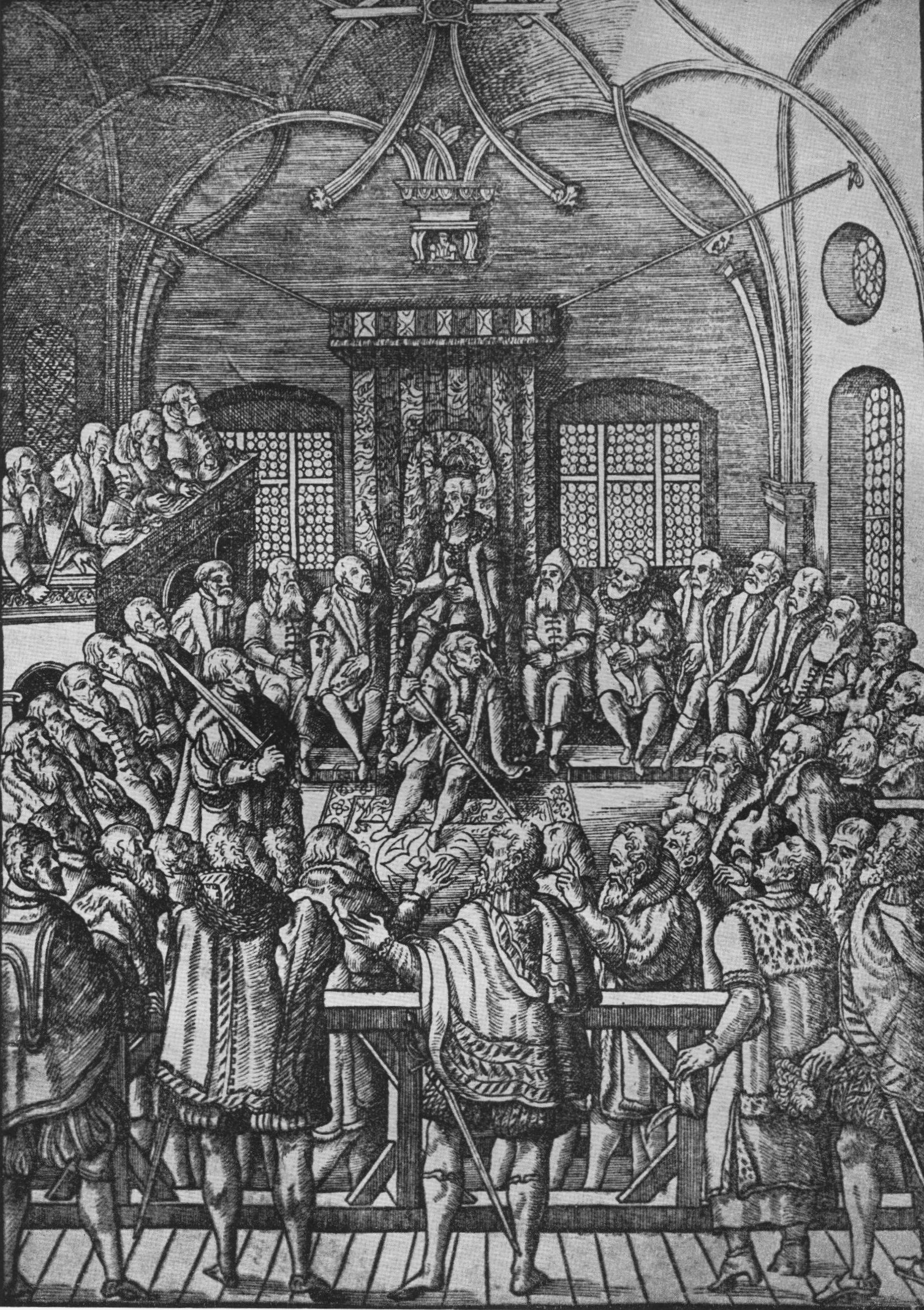
Jednání ve Staré sněmovně v roce 1564 za přítomnosti krále Maxmiliána.

Král Vladislav II. Jagellonský nechal vystavět pozdně gotický Vladislavský sál, k jehož východní části severní stěny přiléhá dvojité křídlo. Vpravo je portál do Staré sněmovny s emporou. Po velkém požáru v roce 1541 byl prostor sněmovny v letech 1559–1563 nově zaklenut Bonifácem Wolmutem. 
V levé části místnosti je velký dvojitý renesanční portál. Jeho levý vchod vede do místnosti desk zemských, kde byly uchovávány po jejich obnovení po velkém požáru. Pravý vchod vede na Jezdecké schody z doby Přemysla Otakara II., jimiž byl zajištěn přístup pro rytíře na koních z Jiřského náměstí.
Po zvolení Vladislava II. českým králem bylo v roce 1500 v zemském sněmu schváleno Vladislavské zřízení zemské považované za nejstarší písemnou českou ústavu, jež českým pánům zajistilo značný podíl na řízení země.
V roce 1848 byl zemský sněm rozpuštěn. Teprve roku 1861 byl zvolen nový zemský sněm, který měl své sídlo v Thunovském paláci na Malé Straně, který byl pro tento účel adaptován a stará sněmovna přestala sloužit tomuto účelu.

## Současná výzdoba
Na stěnách visí portréty habsburských a habsbursko-lotrinských panovníků Marie Terezie (1740–1780) a jejího manžela Františka I. Lotrinského, jejích synů Josefa II. (1780–1790) a Leopolda II. (1790–1792) a jejího vnuka Františka II./I. (1792–1835).